# Гальяно-Кастельферрато
Гальяно-Кастельферрато, Ґальяно-Кастельферрато (італ. Gagliano Castelferrato, сиц. Gagghianu) — муніципалітет в Італії, у регіоні Сицилія,  провінція Енна.
Гальяно-Кастельферрато розташоване на відстані близько 500 км на південь від Рима, 115 км на південний схід від Палермо, 29 км на північний схід від Енни.
Населення — 3623 особи (2014).
Щорічний фестиваль відбувається 31 серпня. Покровитель — San Cataldo.

## Демографія
Населення за роками:

Станом на 1 січня 2023 року в муніципалітеті офіційно проживав 41 іноземець з 10 країн, серед них 26 громадян країн Євросоюзу.

## Сусідні муніципалітети
- Аджира
- Черамі
- Нікозія
- Ніссорія
- Регальбуто
- Троїна